# Kolbuszowa
Kolbuszowa là một thị trấn thuộc huyện Kolbuszowski, tỉnh Podkarpackie ở đông-nam Ba Lan. Thị trấn có diện tích 8 km². Đến ngày 1 tháng 1 năm 2011, dân số của thị trấn là 9156 người và mật độ 1153 người/km².